# Siverek
Siverek là một huyện thuộc tỉnh Şanlıurfa, Thổ Nhĩ Kỳ. Huyện có diện tích 4367 km² và dân số thời điểm năm 2007 là 201768 người, mật độ 46 người/km².